# Tromatobia

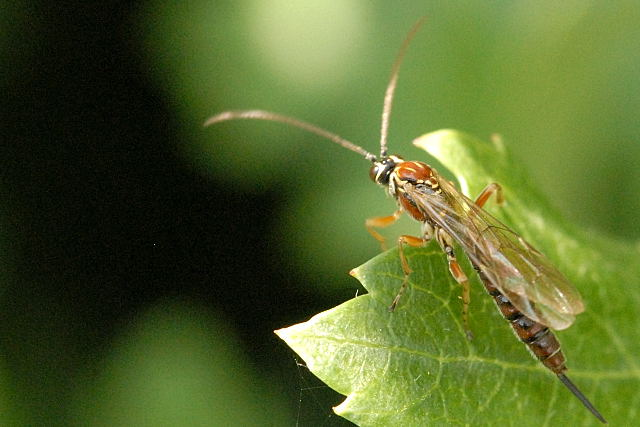

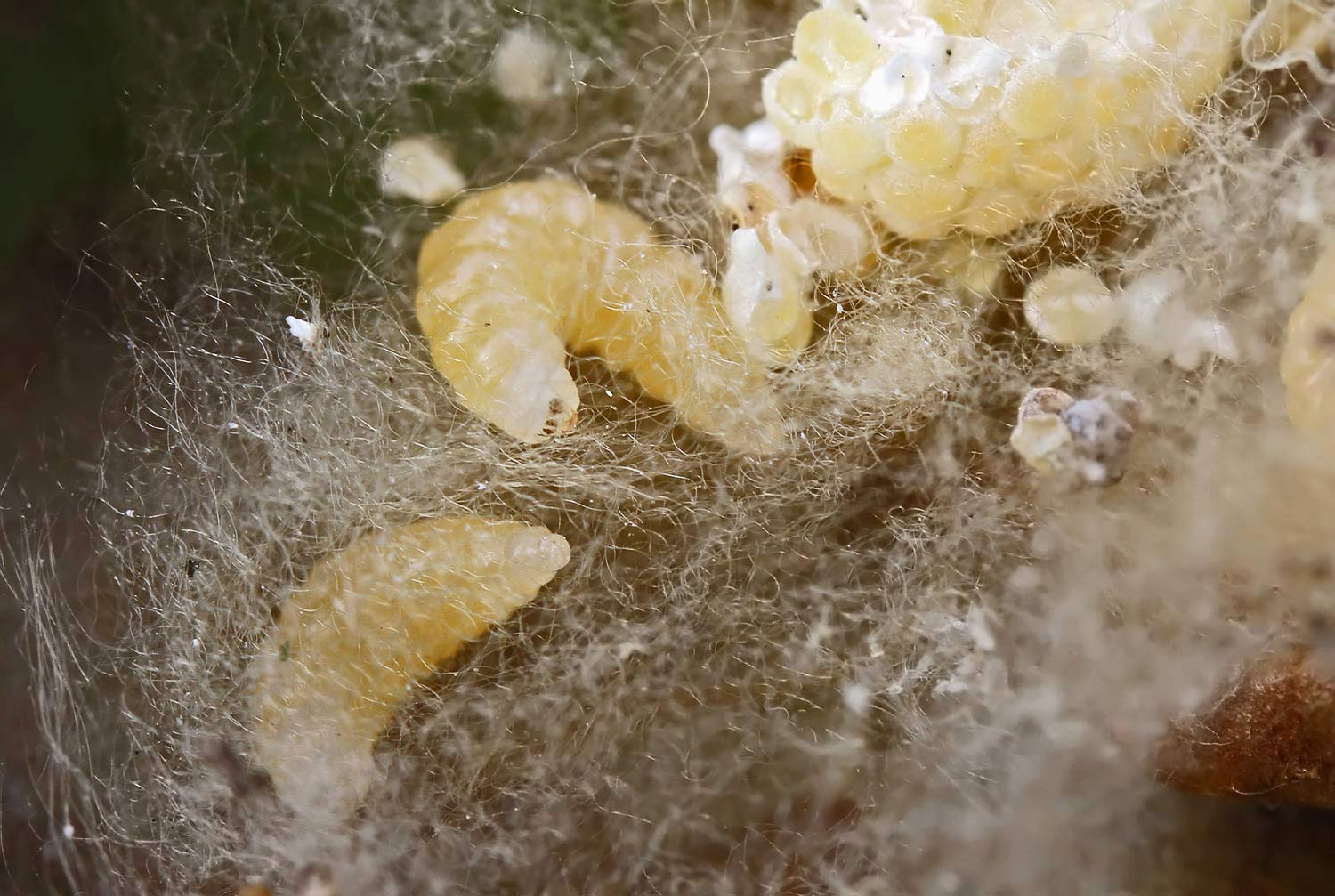
Личинки паразиты обыкновенного паука-крестовика.

Tromatobia (лат. ) — род мелких перепончатокрылых наездников подсемейства Pimplinae (=Ephialtinae, триба Ephialtini) из семейства Ichneumonidae (Hymenoptera). Встречаются всесветно. Около 30 видов, в том числе в Палеарктике 7 видов.

## Описание
Мелкого и среднего размера перепончатокрылые насекомые (5-10 мм). За глазами развит затылочный валик. Субапикальные боковые выступы проподеума неотчётливые. Первый тергит отделён от стернита швом. Переднее крыло с зеркальцем. Личинки паразитируют в яйцевых коконах пауков. Род был впервые выделен в 1869 году немецким энтомологом Арнольдом Фёрстером.
- Tromatobia argiopei Uchida, 1941
- Tromatobia argiopes (Marshall, 1892)
- Tromatobia blancoi
- Tromatobia carballoi
- Tromatobia commutabilis
- Tromatobia dilutula
- Tromatobia flavistellata
- Tromatobia forsiusi (Hellén, 1915)
- Tromatobia huebrichi
- Tromatobia hutacharerni
- Tromatobia koehleri
- Tromatobia lineata (Wollaston, 1858)
- Tromatobia lineatoria  (Villers, 1789)
- Tromatobia lineiger
- Tromatobia maculata
- Tromatobia nipponica
- Tromatobia notator
- Tromatobia onerosa
- Tromatobia ornata  (Gravenhorst, 1829)
- Tromatobia ovivora (Boheman, 1821)
- Tromatobia pacayae Gauld, Ugalde & Hanson, 1998
- Tromatobia pacifica
- Tromatobia quadricolor  (Kriechbaumer, 1894)
- Tromatobia rufopectus
- Tromatobia sejuncta
- Tromatobia sponsa
- Tromatobia sulcata
- Tromatobia taiwana
- Tromatobia tricolor
- Tromatobia ulatei Gauld, Ugalde & Hanson, 1998
- Tromatobia variabilis (Holmgren, 1856)typus
- Tromatobia zonata
- Tromatobia zunigai
- Другие виды